# Landavran
Landavran è un comune francese di 596 abitanti situato nel dipartimento dell'Ille-et-Vilaine nella regione della Bretagna.

## Geografia
L'altitudine di Landavran è di circa 110 metri. La sua superficie è di 5,01 km². I comuni e i villaggi vicini a Landavran sono: Champeaux a 2 km, Val-d'Izé a 2,2 km, Montreuil-sous-Pérouse a 4,1 km, Marpiré a 4,2 km e Taillis a 5,2 km. Il bacino idrico di Cantache e i suoi due sbarramenti si trovano a 3 km.

## Società

### Evoluzione demografica
Abitanti censiti